# Agathiphaga
Agathiphaga är ett släkte av fjärilar. Agathiphaga ingår i familjen Agathiphagidae.
Agathiphaga är enda släktet i familjen Agathiphagidae.
Kladogram enligt Catalogue of Life:
| Agathiphaga | \| \| Agathiphaga queenslandensis \| \| \| \| \| \| Agathiphaga vitiensis \| \| \| \| |
|             | \| \| Agathiphaga queenslandensis \| \| \| \| \| \| Agathiphaga vitiensis \| \| \| \| |
|             | Agathiphaga queenslandensis                                                           |
|             |                                                                                       |
|             | Agathiphaga vitiensis                                                                 |
|             |                                                                                       |

## Bildgalleri

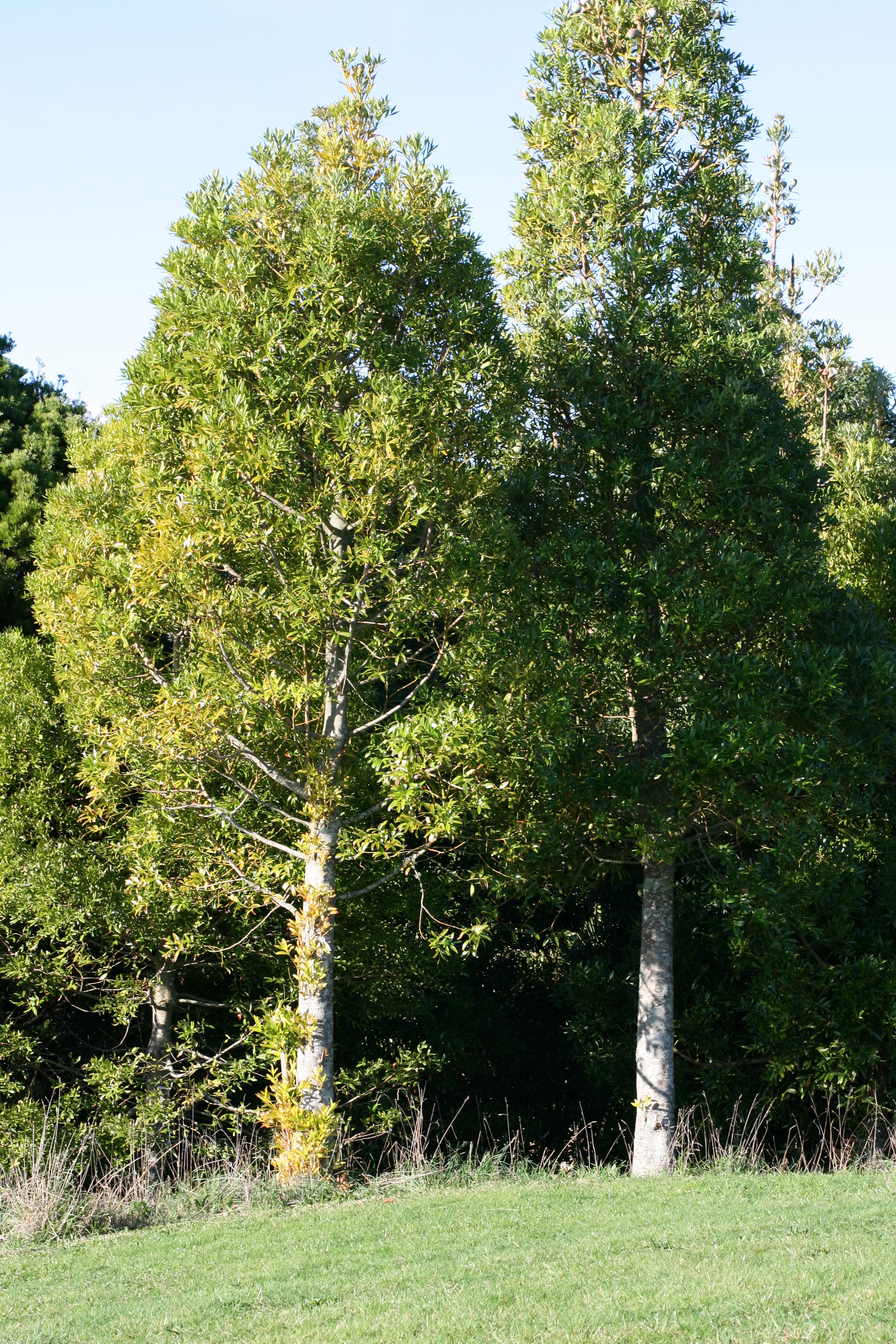
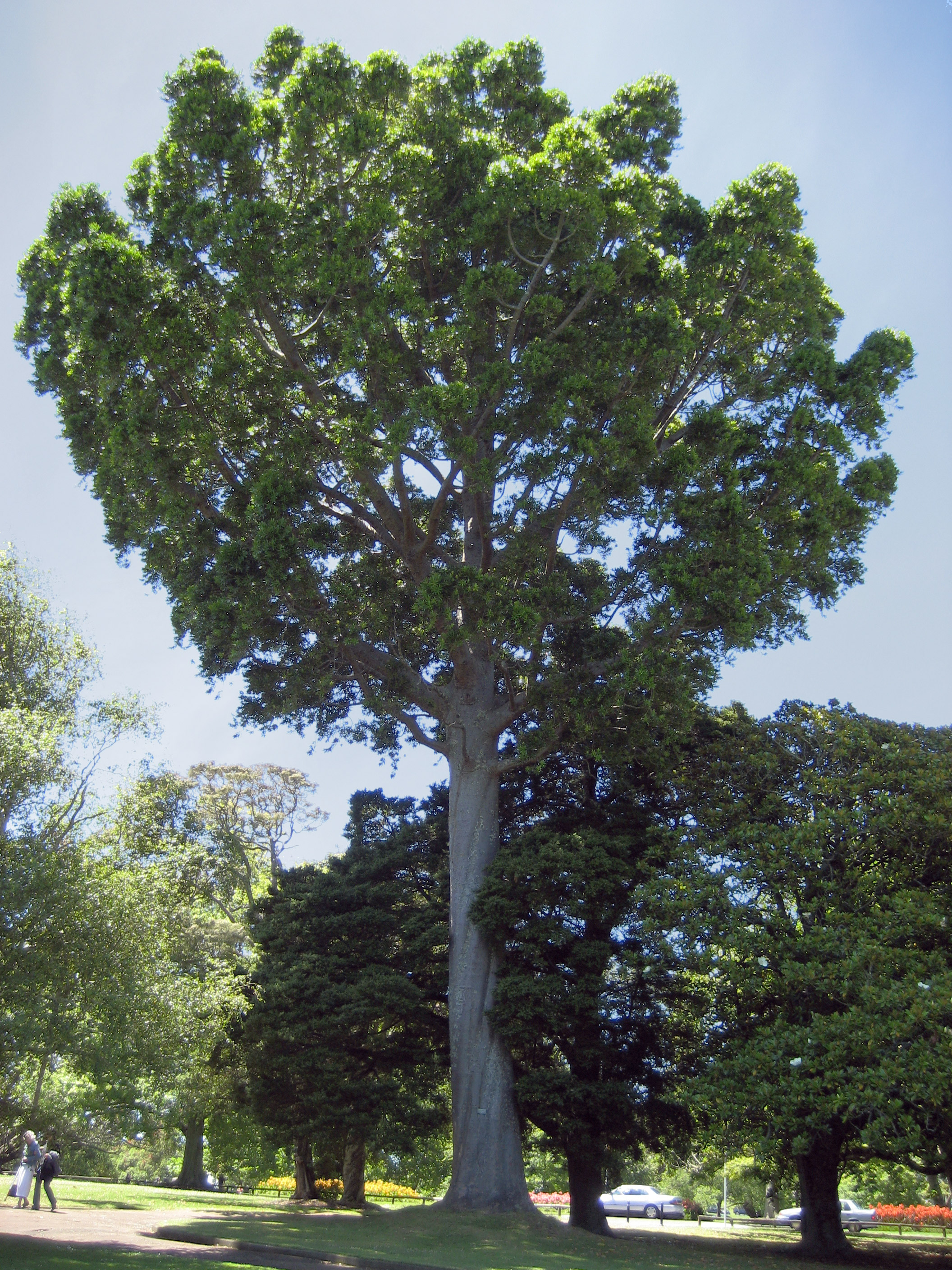